# Ruthiella subcordata
Ruthiella subcordata är en klockväxtart som först beskrevs av Elmer Drew Merrill och Lily May Perry, och fick sitt nu gällande namn av Cornelis Gijsbert Gerrit Jan van Steenis. Ruthiella subcordata ingår i släktet Ruthiella och familjen klockväxter. Inga underarter finns listade i Catalogue of Life.